# Anisolepis grilli
Anisolepis grilli е вид влечуго от семейство Leiosauridae. Видът е незастрашен от изчезване.

## Разпространение
Разпространен е в Аржентина (Мисионес) и Бразилия (Парана, Рио Гранди до Сул, Рио де Жанейро, Санта Катарина и Сао Пауло).

## Описание
Популацията на вида е стабилна.